# Netto (Film)
Netto ist ein deutscher Spielfilm von Robert Thalheim aus dem Jahr 2005.

## Handlung
Der 15-jährige Sebastian lebt seit der Scheidung seiner Eltern bei seiner Mutter Angelika. Als diese von ihrem Freund Bernd schwanger wird und zu ihm zieht, geht er zu seinem Vater Marcel. Marcel ist arbeitslos, hat aber eine kleine Ladenfläche in einem Mietshaus im Prenzlauer Berg in Berlin angemietet und versucht sich mit dem Verkauf von Alarmanlagen. Sein großer Traum ist es, Personenschützer zu werden. Zunächst will er Sebastian nicht aufnehmen, doch dann lernen sich beide wieder besser kennen und schätzen.
Sebastian versucht dabei wieder Ordnung ins Leben seines Vaters zu bekommen. Er hilft ihm beim Schreiben von Bewerbungen und versucht ihm sein ständiges Lamentieren über alles abzugewöhnen. Währenddessen lernt Sebastian Nora kennen, die gerade Werbezeitungen austrägt. Er trifft sich mit ihr und die beiden werden ein Paar. Als er sie aber seinem Vater vorstellen will, hängt dieser gerade nach zu viel Bier über der Toilette. Die gerade gut entwickelte Beziehung zwischen Vater und Sohn scheint gefährdet, doch die beiden fassen sich wieder, nachdem Sebastian nach einem Kurzausflug zu seiner Mutter und ihrem Freund doch einsieht, dass diese nicht das richtige für ihn sind.
Durchzogen wird der Film mit der Musik von Peter Tschernig, der einst in der DDR als „Johnny Cash des Ostens“ galt. Der Künstler bekommt zum Abschluss noch einen (stummen) Gastauftritt.

## Hintergrund
Netto ist das Spielfilmdebüt von Robert Thalheim und wurde von seiner Potsdamer Hochschule für Film und Fernsehen „Konrad Wolf“ produziert. Gedreht wurde unter anderem in der Eberswalder Straße und im Mauerpark in Berlin. Die Uraufführung war am 18. Januar 2005 beim Filmfestival Max Ophüls Preis in Saarbrücken, wo Netto den „Förderpreis Langfilm“ gewann. Bei der Berlinale 2005 erhielt der Film den deutsch-französischen Preis „Dialogue en perspective“, der für junges deutsches Kino vergeben wird. Netto gewann außerdem den Preis der deutschen Filmkritik 2005 als Bester Erstlingsfilm und den Filmkunstpreis als bester Film beim ersten Festival des deutschen Films in Ludwigshafen. Im Rahmen des deutschen Hörfilmpreises 2007 wurde die von Uta-Maria Torp gesprochene Audiodeskription mit dem Sonderpreis der Jury bedacht.
Netto kam am 5. Mai 2005 in die deutschen Kinos und erreichte bis Jahresende knapp 20.000 Zuschauer. Die TV-Erstsendung war am 25. Juli 2006 im ZDF, das den Film im Rahmen der Reihe Das kleine Fernsehspiel koproduzierte.
Thalheim erhielt von vielen Seiten Lob. So sprach Die Zeit vom Idealfall eines Debüts und die FAZ von zauberhaften improvisierten Passagen.